# Якушев, Александр Прокофьевич
Александр Прокофьевич Яќушев — конструктор вооружений, лауреат Сталинской премии второй степени.

## Биография
В 1930-е годы — конструктор НИО завода № 67.
С 1938 по 1960-е годы работал в ГСКБ-47. Участвовал в создании многих видов боеприпасов, в их числе 25-кг авиабомба САБ-25 (1939), ЗАБ-100ЦК и САБ-100-55 (1941), кумулятивная надкалиберная мина к 45-мм противотанковой пушке (1943), светящаяся авиабомба САБ-100-75 (1944), и др.
С 1949 года начальник отдела (зажигательные, фугасно-зажигательные, осветительные, фотоосветительные, сигнальные авиабомбы и др.).

## Признание
Сталинская премия II степени (10 апреля 1942) — за конструкцию и внедрение в производство новых типов авиабомб
Орден Ленина (15 апреля 1944)